# Valeriana texana
Valeriana texana är en kaprifolväxtart som beskrevs av Julian Alfred Steyermark. Valeriana texana ingår i släktet vänderötter, och familjen kaprifolväxter. Inga underarter finns listade i Catalogue of Life.